# Tündérkék madár
A tündérkék madár  vagy tündérkék irena (Irena puella)  a madarak osztályának verébalakúak (Passeriformes) rendjébe és a tündérkékmadár-félék (Irenidae) családjába tartozó faj.

## Előfordulása
Banglades, Bhután, Brunei, a Fülöp-szigetek, Kambodzsa, Kína, India, Indonézia, Malajzia, Mianmar, Nepál, Szingapúr, Thaiföld és Vietnám területein honos. Legfőképp a nedves hegyi vidéken él.

## Alfajai
- Irena puella puella - Latham, 1790
- Irena puella andamanica - Abdulali, 1964
- Irena puella malayensis - F. Moore, 1854
- Irena puella crinigera Sharpe, 1877
- Irena puella turcosa - Walden, 1870
- Irena puella tweeddalei - Sharpe, 1877

## Megjelenése
Testhossza 10,5 centiméter, a farka 4,2 centiméter, szárnyai 5,1 centiméter hosszúak. A hím tollazata ragyogó, míg a tojóé fakó árnyalatú.
|  |  |

## Életmódja
Kis csoportokban, vagy párban él. Elsősorban gyümölcsökkel táplálkozik.

## Szaporodása
Szaporodási ideje februártól áprilisig tart. Csésze alakú fészket készíti mohából kis gallyakból. A fészekben 2-3 tojás található.